# پری (فیلم ۱۳۷۳)
پری فیلمی به‌کارگردانی و نویسندگی داریوش مهرجویی ساخته سال ۱۳۷۳ است. این فیلم اقتباسی از رمان فرانی و زویی و داستان‌کوتاهِ یک روز خوش برای موزماهی نوشتهٔ جروم دیوید سالینجر است.

## خلاصه داستان
پری دانشجوی ممتاز رشته ادبیات و تئاتر که از همه مزایای زندگی یک دختر جوان برخوردار است با خواندن کتاب سبز کوچکی دچار تحولات فکری و حسی می‌شود. کتاب سرگذشت سیر و سلوک عارف گمنامی در سده پنجم هجری است. پری پس از خواندن کتاب با آنکه خواهان مراتب معنوی بالاتری است از زندگی معمولی دل کنده شده و در وادی دردناک طلب سرگردان می‌شود. کتاب به برادر بزرگش، اسد تعلق دارد. اسد چندی پیش در حادثه آتش‌سوزی کلبه‌اش درگذشته است. داداشی، برادر دیگر پری که مخالف راه و رسم اسد است و عقیده دارد که میان عشق به خداوند و زندگی عادی تضادی نیست می‌کوشد پری را از این حالت قهر و طغیان نجات دهد.

## نقد
داریوش مهرجویی طی مصاحبه‌ای در مجلهٔ دنیای تصویر نقد ساده‌ای بر این فیلم نوشت. او گفت پری می‌خواهد بگوید از ظاهریات دین باید فرار کرد و به عمقِ دین اسلام باید علاقه داشت. داریوش مهرجویی در این فیلم شخصیت پری را فردی آشفته و تا حدی مضطرب معرفی می‌کند که در مذهب خود دچار افراط شده و روزه‌های چند روزه می‌گیرد و پشت سر هم ذکر می‌گوید و تحمل نامزدش را ندارد و نشان می‌دهد این رفتار با شخصیت معنوی او کاملاً متفاوت است. ولی با آمدنِ شخصیت داداشی در طی داستان تا حدی به پری کمک می‌شود تا از سردرگمی رهایی یافته و می‌فهمد که خیلی هم بودن در این دنیا سخت نیست و ما همه بازیگرانی هستیم که داریم برای خداوند در این دنیا نقش بازی می‌کنیم.

## بازیگران
- نیکی کریمی
- خسرو شکیبایی
- علی مصفا
- توران مهرزاد
- فرهاد جم
- پارسا پیروزفر
- محمدرضا شریفی‌نیا